# Фиш, Радий Геннадиевич
Радий Геннадиевич Фиш (28 октября 1924, Ленинград — 6 сентября 2000) — русский писатель

, востоковед, переводчик и филолог, член Союза писателей СССР.

## Биография
Отец Радия, Геннадий Фиш, был писателем. Вспоминая впоследствии детство, Радий Геннадиевич признавался, что «в десять лет собрался бежать в Китай — помогать революции. Отложил решение до поры, когда выучу китайский». В юности увлекался боксом. В день нападения Германии на Советский Союз получил аттестат о среднем образовании и ушёл добровольцем на фронт. Воевал на Крайнем Севере в снегах и болотах Карелии лейтенантом разведки морской пехоты. 11 марта 1944 года был тяжело ранен.
Выписавшись из госпиталя, поступил в Московский институт востоковедения на турецкое отделение (на китайском мест не было). В 1949 году получил диплом, в 1952 окончил аспирантуру. Кандидат филологических наук. Защитил диссертацию на тему «Национально-освободительная война турецкого народа 1919—1922 годов в турецкой художественной литературе». В 1958 году, устроившись матросом на рыболовецкий траулер, избороздил практически всю Атлантику и Тихий океан.
Много лет занимался литературой и культурой Турции. С 1951 по 1963 год часто общался с Назымом Хикметом.
В 1964 году вышла первая книга прозы «За окунем через океан». Автор беллетризованных биографий Назыма Хикмета (1968), Джалаледдина Руми (1972), Джахита Кюлеби (1980), Бедреддина Симави («Спящие пробудятся», 1986). Пользовался известностью в Турции благодаря переводу на турецкий романа «Спящие пробудятся» (Ben De Halimce Bedreddinem, 1989).
Был женат на Валде Волковской (род. 1932), актрисе Рижского театра юного зрителя (1955—1962), затем переводчице прозы с латышского языка, члене Союза писателей.
С 1962 года жил с семьёй в ЖСК «Советский писатель»: Красноармейская улица, д. 27 (до 1969: 1-я Аэропортовская ул., д. 16, корп. 1).
Похоронен на Ваганьковском кладбище.